# Odczyn Kveima
Odczyn Kveima, test Kveima, odczyn Kveima-Siltzbacha (ang. Kveim test, Nickerson-Kveim/Kveim-Siltzbach test) – reakcja skóry po śródskórnym wstrzyknięciu wyjałowionej zawiesiny śledziony lub węzła chłonnego zawierającego ziarninę sarkoidalną z następowym pojawieniem się w miejscu wstrzyknięcia zmiany grudkowo-guzkowej, mającej histopatologiczne cechy ziarniny sarkoidalnej. Ma zastosowanie w diagnostyce sarkoidozy.
Badanie opracował norweski patolog Morten Ansgar Kveim w 1941 roku, a spopularyzował amerykański lekarz Louis Siltzbach. Metoda Kveima była z kolei rozwinięciem badań nad reakcją skóry na sarkoid zapoczątkowanych przez Waltera J. Nickersona w latach 30.